# 堀三政
堀 三政（ほり みつまさ、生年不詳 - 明暦3年（1657年））は、江戸時代の武将。字は勘兵衛。
堀秀重の六男（五男とする系図もある）で、堀秀政の弟。徳川忠長に仕えていたが、忠長が改易され浪人となる。寛永12年（1635年）、三政は新発田藩の溝口宣直公御預となる。溝口宣直の母長寿院が三政の姪であり、藩主の大伯父であったため（『寛永諸家系図伝』）、藩中では尊敬されていた（新発田藩の世臣譜では三政は長寿院の兄で、藩主の伯父となっている。三政は秀政の息子秀治より年下で、長寿院と年が近かったための勘違いかと思われる）三政は、仕官はせず、閑幽と号し、生涯客分の身であった。末期に及び、宣直公より「何ぞ云ひ置事か、望もあるや」と尋ねたところ、「伜とも両人に代々二百石ずつ賜りたし」と言ったという。
嫡男の勘兵衛重昌、三男の善大夫重時がそれぞれ二百石ずつ賜り、武頭（物頭）となる。子孫は各々勘兵衛、善大夫を名乗り、明治維新まで、新発田藩に武頭の家系として仕えた。